# Ludwig Rusch
Ludwig Rusch (* 1897; † 1979) war ein deutscher kommunistischer Widerstandskämpfer gegen den Nationalsozialismus, Häftling im KZ Buchenwald, Leiter des deutschen militärischen Widerstands in der Internationalen Militärorganisation Buchenwald (IMO)  und SED-Funktionär in der DDR.

## Leben
Nach dem Besuch der Volksschule erlernte Rusch den Beruf des Schneiders. Er trat in die Kommunistische Partei Deutschlands (KPD) ein und engagierte sich in der Zeit der Weimarer Republik gegen den aufkommenden Nationalsozialismus. Er arbeitete Anfang der 1930er Jahre bei der sowjetischen Handelsvertretung in Leipzig. Nach der Machtübertragung an die NSDAP wurde er 1933 in „Schutzhaft“ genommen und zu einer dreijährigen Zuchthaushaft verurteilt, die er im Zuchthaus Waldheim absaß. Anschließend wurde er in das Konzentrationslager KZ Sachsenburg überstellt. 1939 wurde Rusch in das KZ Buchenwald eingeliefert und als Kapo der SS-Schneiderei zugeteilt. Hier beteiligte er sich maßgeblich am illegalen Häftlingswiderstand. In der Anfangsperiode der Arbeit der Internationalen Militärorganisation Buchenwald (IMO) war Ludwig Rusch Leiter der Häftlinge aus Sachsen. Ab Ende 1942 hatte Rusch die Kommandogewalt über die deutsche nationale Sektion der IMO. Er war auch führend an der Waffenausbildung der Aufständischen beteiligt. Ab Mitte 1944 leitete er den Sektor „Gelb“, der die deutschen, österreichischen und holländischen Gruppen umfasste.
Nach dem Ende des Zweiten Weltkriegs gehörte Rusch zum Arbeitskreis „Militärgeschichte“ der ehemaligen Häftlinge, der einen umfänglichen Bericht über die Arbeit des Widerstands innerhalb des KZs Buchenwald unter dem Titel „Die Selbstbefreiung als Ergebnis langjähriger politischer und militärischer Vorbereitungsarbeit“ vorlegte.
In der DDR war Rusch zeitweise Mitarbeiter der SED-Kreisleitung Dresden-Süd und lebte zuletzt in Leipzig.

## Auszeichnungen
- 1957 Vaterländischer Verdienstorden in Silber und 1973 in Gold
- 1979 Karl-Marx-Orden

## Veröffentlichungen
- Jede Minute ein Toter., in: Das war Buchenwald, Leipzig o. J., S. 72ff.